# Џеки Шроф
Џајкишен Какубаj Шроф (енгл. Jaikishen Kakubhai Shroff; Мумбаj, 1. фебруар 1957) индијски је филмски глумац.

## Биографија
Џајкишен је рођену у Удгиру, Латур, Махараштра. Његов отац, Какабаj Харибаj, био је припадник Гуџарата, а његова мајка, Рита, Ујгурка из Казахстана. Живели су у Малабир Хилу, познатом туристичком месту у Мумбају, у области Тин Бати. Имао је старијег брата који је умро у 17. години. Пре уласка у филмску индустрију, појављивао се у рекламама и имао је споредну улогу у филму У потрази за љубављу.
Свој филмски деби имао је у филму Дева Анада, Имагинарни светац. Године 1983, глумио је у филму Хероj Субаша Гаја, у којем игра главну улогу са Минакшом Сесадром, бившом Мис Индије и познатом глумицом. Са овим филмом, који је постигао огроман успех, Џеки Шроф је постао звезда.

## Приватни живот
Џеки се оженио Ајшом 5. јуна 1987. Имају двоје деце: сина, Хеманта Џаија, познатијег као Тигра Шрофа, такође глумца, и ћерку Кришну.

## Филмографија
| Улоге Џеки Шроф |                           |               |                                                      |             |
| Година          | Српски назив              | Изворни назив | Улога                                                | Напомена    |
| 1983.           | Хероj                     |               | Џеки Дада / Џаj Кишан                                |             |
| 1985.           | Свет криминала            |               | Инспектор Викрам (Вики)                              |             |
| 1985.           | Твој пријатељ             |               | Рам                                                  |             |
| 1985.           | Правда Шиве               |               | Шива / Бола                                          |             |
| 1986            | Карма                     |               | Бау Такур                                            |             |
| 1986            | Алах Рака                 |               | Алах Рака                                            |             |
| 1987.           | Само ако                  |               | Ритеш Ананд                                          |             |
| 1989            | Птица                     |               | Кишан                                                |             |
| 1989            | Црна берза                |               | Инспектор Камал Кимтилал                             |             |
| 1989            | Рам Лакан                 |               | Инспектор Рам Пратап Синг                            |             |
| 1989            | Тројство                  |               | Рави Матур                                           |             |
| 1989            | Ја сам твој непријатељ    |               | Кишан Сривастав                                      |             |
| 1991.           | 100 дана                  |               | Рам Кумар                                            |             |
| 1992.           | Срце је само за тебе      |               | Принц Харшвардан / Принц Говардан                    |             |
| 1993            | Зликовац                  |               | Инспектор Рам Кумар Синха                            |             |
| 1993            | 1942: Љубавна прича       |               | Шубшанкар                                            |             |
| 1993            | Краљ Ујак                 |               | Ашок Бансал                                          |             |
| 1994.           | Каскадер                  |               | Баџранџ Тивари                                       |             |
| 1995            | Шаљивчина                 |               | Раџ Камал                                            |             |
| 1995            | Тројица                   |               | Шакти Синх                                           |             |
| 1996.           | Огањ-сведок               |               | Сураџ Капур                                          |             |
| 1997.           | Граница                   |               | командант пука Енди Баџва                            |             |
| 1997.           | Сад или никад             |               | Шекар Косла                                          |             |
| 1998.           | Прави стојности           |               | Такур Сураџ Пратап                                   |             |
| 2000            |                           |               | Џавед Абас                                           |             |
| 2000            | Мисија Кашмир             |               | Хилал Кохистани                                      |             |
| 2000            | Избеглица (филм)          |               | Рагувир Синх                                         |             |
| 2001.           | Острво љубав              |               | Прем Арија                                           |             |
| 2001.           | Бегунац                   |               | Рагувир                                              |             |
| 2002.           | Девдас                    |               | Чунилал                                              |             |
| 2003.           | Три зида                  |               | Џагу (Џагдиш Прасад)                                 |             |
| 2003.           | Бум                       |               | Адбул Вахаб Баркатали Ал Сабунчи 50/50 aka Чоте Мија |             |
| 2006.           | Еклавија: Краљевска гарда |               | Рана Јиотиваршан                                     |             |
| 2009.           | Вир                       |               | Краљ Мадавгара                                       |             |
| 2012.           | Удата за Америку          |               | Пратап Синх                                          |             |
| 2012.           | Ана Бонд                  |               | Чарли                                                |             |
| 2013.           | Легенда                   |               | Раја Махендран                                       | [ 4 ] [ 5 ] |
| 2014.           | Срећна Нова година        |               | Чаран Гровер                                         | [ 6 ]       |
| 2015.           | Браћа                     |               | Герсон Фернандес                                     | [ 7 ]       |
| 2016.           | Пуна кућа 3               |               | Урџа Нагре                                           | [ 8 ]       |
| 2017.           | Саркар 3                  |               | Мајкл Валија                                         |             |

## Награде

### Филмферова награда
- Награђен
  - 1990. — Филмферова награда за најбољег главног глумца у филму Птица
  - 1995. — Филмферова награда за најбољег споредног глумца у филму 1942: Љубавна прича
  - 1996. — Филмферова награда за најбољег споредног глумца у филму Шаљивчина
- Номинован
  - 1994. — Филмферова награда за најбољег главног глумца у филму Gardish
  - 1997. — Филмферова награда за најбољег споредног глумца у филму Огањ-сведок
  - 2001. — Филмферова награда за најбоље перформансе у негативну улогу у филму Мисија Кашмир
  - 2002. — Филмферова награда за најбољег споредног глумца у филму Сећања
  - 2002. — Филмферова награда за најбољег споредног глумца у филму Девдас

### Интернационална индијска филмска академија
- Номинован
  - 2001. — ИИФА за најбоље перформансе у негативну улогу у филму Мисија Кашмир
  - 2003. — ИИФА за најбољег споредног глумца у филму Девдас